# Cola lasiantha
Cola lasiantha là một loài thực vật có hoa trong họ Cẩm quỳ. Loài này được Engl. & K.Krause mô tả khoa học đầu tiên năm 1912.